# Boeing Y1B-20
Le Boeing Y1B-20 est un projet de bombardier lourd américain des années 1930, développé à partir du XB-15. Aucun appareil n'a été construit.